# Whataroa
La ville de Whataroa  est une petite localité du sud du district du Westland dans la région de la West Coast, située dans l’Île du Sud de la Nouvelle-Zélande.

## Situation
Elle est localisée sur la berge ouest du fleuve Whataroa, en face du village de Te Taho, qui est sur l’autre côté du fleuve.
La route State Highway 6/S H 6 passe à travers la ville de Whataroa sur son trajet allant de la ville de Ross vers le glacier de Franz Josef.
La ville de Hari Hari est à 31 km vers le nord-est, et celle de Franz Josef est à 32 km vers le sud-ouest  , .

## Population
La population de la ville de Whataroa et de la zone environnante était de 405 habitants selon le recensement de 2006 en Nouvelle-Zélande, en augmentation de 81 résidents par rapport à 2001.

## Activités économiques
Whataroa est localisée dans une zone agricole où la production de lait est l’activité principale.
La ville possède des établissements tels qu’une école, deux églises et une galerie d’artisanat maorie.
Whataroa fut le site de la vente de bétail deux fois par an à partir de 1875, servant pour les fermiers des alentours dans le sud de la région du Westland.
La dernière foire au bétail fut conduite à Whataroa en 1961.
Une laiterie était établie à Whataroa avant la Première Guerre mondiale.
À côté de Whatarao, le village de Te Taho, est une petite communauté agricole, située juste au nord de la ville de Whataroa sur le trajet de la route SH 6. Elle avait autrefois une maternité hospitalière et un certain nombre d’écoles.

## Attractions
C’est aussi une base de stage pour des randonnées vers le sanctuaire des hérons blancs, qui est le seul lieu de nidification de cette espèce en Nouvelle-Zélande .
Whataroa abrite le South Westland A&P Show, qui se tient tous les ans en février.
Fondée en 1951, cet évènement comprend des compétitions équestres, des concours de vaches laitières, des parcours pour chiens, des présentations commerciales et différents divertissements pour les familles.
Le Woodham Shield est une compétition annuelle de rugby dans laquelle Whataroa et les villes voisines de Franz- Fox- Hast, Hari Hari et Ross, s’affrontent entre elles pour la possession du bouclier.

## Activité hydrothermale
Whataroa siège sur le trajet de la faille alpine (en), une zone d'activité sismique.
En 2017, les scientifiques ont rapporté qu’ils avaient découvert sous Whataroa une activité hydrothermale "extrême", qui pourrait être commercialement très significative  , .

## Éducation
L’école de Whataroa est une école primaire, mixte, assurant l’accueil des années 1 à 8, avec un taux de décile de 7 et un effectif de 39 élèves en mars 2021. L’école fut mise en place en 1879 et elle célébra son 125 e anniversaire par une réunion en 2004.